# Baralacha La
Der Baralacha La (auch Paralatse La) ist ein Gebirgspass im Distrikt Lahaul und Spiti  des Bundesstaates Himachal Pradesh im Nordwesten Indiens. 
Er trennt die Quellgebiete des Bhaga und des Chandra, welche nach ihrem Zusammenfluss in Tandi nahe Keylong als Chandrabhaga (Chanab) in südwestlicher Richtung dem Indus zufließen vom Quellgebiet des Yunan, welcher über den Tsarap, Lungnak und den Zanskar in nördlicher Richtung zum Indus fließt. 
Dabei trennt der etwa 3 Kilometer südlich des Manali-Leh-Highway gelegene südliche, 4940 Meter hohe, nur zu Fuß zu überquerende Pass die Täler des Yunan und des Chandra, der nördliche, vom Manali-Leh-Highway genutzte, 4890 Meter hohe Pass die Täler des Yunan und des Bhaga. Bedingt durch die Höhenlage ist er nur saisonal (Mai bis September) eingeschränkt nutzbar, der südliche Pass wird in den Monaten Juli bis September als direkte Verbindung zwischen Ladakh beziehungsweise Zanskar in das Spitital genutzt. 